# ソワソンの花瓶

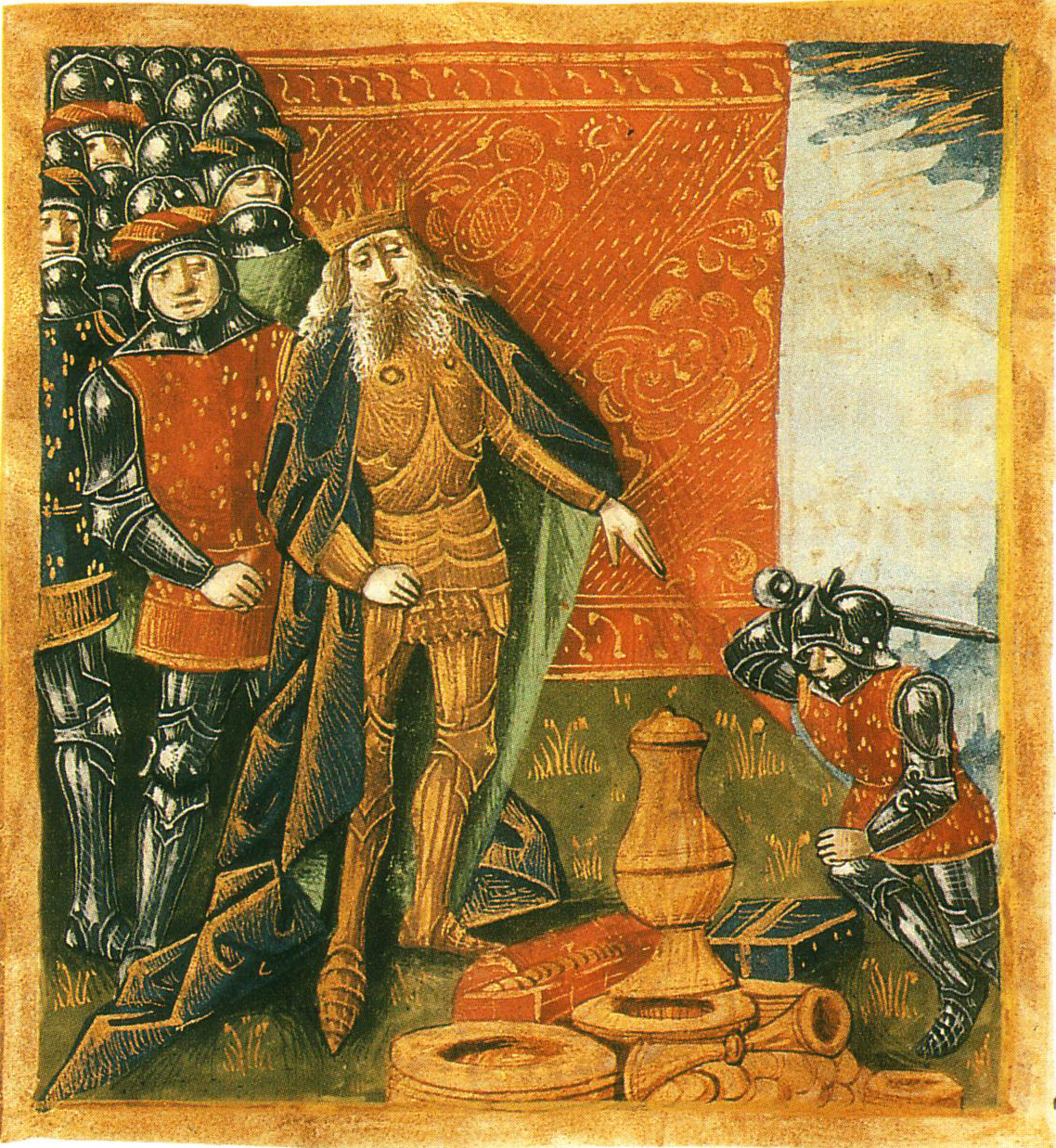
クローヴィス1世とソワソンの花瓶
『フランスの大国物語』(14世紀)より

ソワソンの花瓶 (そわそんのかびん、仏：Vase de Soissons) は、メロヴィング朝フランク王国における486年のソワソンの戦いに登場する花瓶にまつわる逸話である。
これはガロ・ローマの歴史家、トゥールのグレゴリウスによって書き残されたフランク人の有名な逸話であり、カトリック教会や第三共和政下の世俗的なフランスの教科書で盛んに採り上げられた。

## ソワソンの花瓶の物語
この逸話はソワソンの戦いからほぼ1世紀のちの6世紀後半に書き残されたものであり、これが神話か歴史か判別することは困難である。
「フランクの歴史」第2巻第27章でこの逸話を語ったトゥールのグレゴリウスによると、ソワソンの戦いの後、この美しく大きな花瓶は他の神聖な貴物とともに教会から略奪された。クローヴィス1世は当時20歳で、まだキリスト教に改宗していなかった。
レンヌの司教である聖レミギウスは、使者をクローヴィスに送り、略奪品のうち、少なくとも１つを返してくれるように頼むと、クローヴィス1世は申し出に同意した。レミギウスは花瓶を要求したが、驚いたことにクローヴィスの若い兵士はこれに反対し、自分の斧で花瓶を打ち割り「あなたは運が味方した分だけを手に入れるのだ」と言った。
クローヴィス1世は怒りを鎮めて、花瓶の破片をレミギウスに渡した。1年後、軍隊の視察中にクローヴィス1世は再びその兵士と会い、彼が武具の手入れを怠ったとして、若い兵士の斧を地面に打ち捨てた。兵士は腰をかがめて斧を拾おうとしたとき、クローヴィス1世は自分の斧で兵士の頭を割り、「ソワソンの花瓶にしたように！」と言った。

## フランス文化
この逸話は、第三共和政から1960年代まで小学校の歴史科目のテキストに使われ、Souviens-toi du vase de Soissons！（ソワソンの花瓶を忘れるな!）というフレーズとともに幅広く流布した。ソワソンの花瓶の逸話はソワソンの中央広場に1935年に建てられた記念碑に刻まれている。